# Uncharted
Uncharted é uma série de videojogos de ação-aventura produzida pela Naughty Dog e publicada pela Sony Computer Entertainment para as plataformas PlayStation. A série segue as aventuras de Nathan "Nate" Drake, um caçador de tesouros e o protagonista do Jogo, o seu mentor e amigo Victor "Sully" Sullivan, e da jornalista Elena Fisher, e de vários outros companheiros secundários que Drake conhece enquanto viaja ao redor do mundo para descobrir mistérios históricos. A série principal tem atualmente os jogos Uncharted: Drake's Fortune, Uncharted 2: Among Thieves, Uncharted 3: Drake's Deception e Uncharted 4: A Thief's End. Para a PlayStation Vita existe ainda o jogo Uncharted: Golden Abyss, que serve como prequela para os anteriores, Uncharted: Fight for Fortune um jogo baseado em cartas, Uncharted: Fortune Hunter um videojogo de quebra-cabeça e uma DLC stand alone de Uncharted 4 pra série, Uncharted: The Lost Legacy, dessa vez com Chloe Frazer como personagem principal, e sua amiga Nadine Ross.
A série Uncharted tem recebido aclamação por parte dos críticos, em particular o segundo jogo, Among Thieves, que além de ser o jogo da série mais bem classificado, está em #3 na lista dos títulos mais bem avaliados para PlayStation 3 no Metacritic, ganhou numerosos prêmios "Jogo do Ano" e é amplamente reconhecido como um dos melhores videojogos de todos os tempos. A série Uncharted já vendeu mais de 42 milhões de cópias em todo o mundo.
O sucesso da série tem sido crítico para a marca PlayStation e ajudou a elevar a Naughty Dog como uma das mais respeitadas e talentosas empresas da industria.

## Cenário
Os jogos Uncharted seguem as aventuras de Drake e os companheiros a viajar para vários destinos em todo o mundo em busca de tesouros, incluindo a Amazónia e uma ilha inexplorada na América do Sul em Drake's Fortune; a paisagem urbana do Nepal, as montanhas do Tibete, um museu em Istambul e a ilha de Bornéu em Among Thieves; as ruas de Londres e de Cartagena (Colômbia), um château em França, um castelo na Síria, uma cidade no Yemen e o vasto deserto de Rub' al-Khali em Drake's Deception; e a ilha de Madagáscar, uma igreja na Escócia, uma prisão no Panamá e um palácio italiano em A Thief's End.

## Jogos
| Ano | Titulo                                   | Produtor           | Plataforma inicial               |
| --- | ---------------------------------------- | ------------------ | -------------------------------- |
| 2007 | Uncharted: Drake's Fortune1              | Naughty Dog        | PlayStation 3                    |
| 2009 | Uncharted 2: Among Thieves1              | Naughty Dog        | PlayStation 3                    |
| 2011 | Uncharted 3: Drake's Deception1          | Naughty Dog        | PlayStation 3                    |
| 2011 | Uncharted: Golden Abyss                  | SCE Bend Studio    | PlayStation Vita                 |
| 2012 | Uncharted: Fight for Fortune             | SCE Bend Studio    | PlayStation Vita                 |
| 2015 | Uncharted: The Nathan Drake Collection2  | Bluepoint Games    | PlayStation 4                    |
| 2016 | Uncharted: Fortune Hunter                | PlayStation Mobile | Android e iOS                    |
| 2016 | Uncharted 4: A Thief's End               | Naughty Dog        | PlayStation 4                    |
| 2017 | Uncharted: The Lost Legacy3              | Naughty Dog        | PlayStation 4                    |
| 2022 | Uncharted: Legacy of Thieves Collection4 | Naughty Dog        | PlayStation 5, Microsoft Windows |
| Notas: 1. Jogos que foram lançados no serviço PlayStation Now da Sony. 2. Versão remasterizada de Uncharted, Uncharted 2 e Uncharted 3. 3. Pacote de expansão standalone para Uncharted 4. 4. Versão remasterizada de Uncharted 4 e de Uncharted: The Lost Legacy. |                                          |                    |                                  |

### Série principal

#### Drake's Fortune
Uncharted: Drake's Fortune, o primeiro da série, combina acção-aventura com elementos de plataforma. Segue a aventura do protagonista Nathan Drake, suposto descendente de Sir Francis Drake, que está à procura do El Dorado na América do Sul com a ajuda da jornalista Elena Fisher e do seu amigo e mentor Victor "Sully" Sullivan. Durante o jogo eles são perseguidos por piratas liderados por Eddy Raja e mais tarde por um grupo de mercenários que têm como chefes Gabriel Roman e Atoq Navarro, a quem Sully tem uma divida.

#### 2: Among Thieves
Uncharted 2: Among Thieves leva Drake até ao Nepal e aos Himalaias em busca da cidade perdida de Shambhala. Reúne quase todo o elenco do primeiro jogo, como Elena Fisher e Victor Sullivan, e introduz mecânicas de stealth e novos personagens como Chloe Frazer (um novo interesse amoroso de Drake), Harry Flynn (um ex-companheiro de Drake), e Zoran Lazarević, um criminoso de guerra sérvio e o principal antagonista. Uncharted 2: Among Thieves foi também o primeiro jogo da série que introduziu um modo multijogador.

#### 3: Drake's Deception
Uncharted 3: Drake's Deception o terceiro jogo, é tal como os anteriores, um exclusivo PlayStation 3, produzido pela Naughty Dog e publicado pela Sony Computer Entertainment. A história foca-se na relação de Nate com o seu mentor e figura paternal, Victor "Sully" Sullivan. Drake's Deception leva o protagonista à procura de uma cidade mítica, a “Iram dos Pilares” (também conhecida como a “Atlântida das Areias”) uma cidade em que o seu antepassado, Sir Francis Drake, já tentara procurar a pedido da rainha Isabel, mas abandonou esta missão achando que este lugar era um "inferno". Esta nova aventura leva-o à Península Árabe e ao vasto deserto de Rub' al-Khali. Elena Fisher e Chloe Frazer aparecem de novo mas desta vez com papeis menos preponderantes. Introduz novos personagens como Charlie Cutter e Salim, aliados de Nate, e Katherine Marlowe, Talbot e Ramesses, os principais antagonistas.

#### 4: A Thief's End
Uncharted 4: A Thief's End é o quarto titulo e um exclusivo para PlayStation 4, produzido pela Naughty Dog e publicado pela Sony Interactive Entertainment em 2016. Uncharted 4: A Thief's End decorre três anos depois dos eventos de Uncharted 3: Drake's Deception, Nathan Drake desistiu de ser um caçador de tesouros e tem uma vida normal com Elena. A sua rotina é interrompida quando Sam, o seu irmão mais velho que supostamente estaria morto, entra na sua vida a pedir-lhe ajuda para encontrar um artefacto pirata muito antigo. Drake é assim forçado a entrar de novo no mundo dos ladrões, com promessa de aventura e a oportunidade de ajudar um familiar, explorando os vastos tesouros escondidos por piratas no Oceano Índico, passando pela Escócia e a Ilha de Madagascar.

### Outros jogos

#### The Lost Legacy
Uncharted: The Lost Legacy é um título original produzido pela Naughty Dog e publicado pela Sony Interactive Entertainment em 2017. The Lost Legacy traz a ladra Chloe Frazer em sua primeira aventura como protagonista, ao lado de Nadine Ross. Ambas precisam enfrentar o líder militar insurgente, Asav que está trazendo guerra na Índia para encontrar a presa de Ganexa.

#### The Board Game
Uncharted: The Board Game é um jogo de tabuleiro publicado pela Bandai em 2012. Foi desenhado por Hayato Kisaragi e permite que entre 2 a 4 compitam entre si por tesouros enquanto lutam contra inimigos.

#### Lecacy of Thieves Collection
Uncharted: Legacy of Thieves Collection é uma versão remasterizada de A Thief's End e The Lost Legacy que será lançada no início de 2022 para PlayStation 5 e Microsoft Windows.

## Outra mídia

### Jogo online
Uncharted: Drake's Trail era um jogo online de 2007. Consistia em dez capítulos e servia como antecedente para o enredo de Drake's Fortune. Fala de Elena Fisher a contratar um detective privado para encontrar o famoso caçador de tesouros Nathan Drake, acreditando que este anda à procurar de algo importante.

### BD animada
Em Outubro de 2009 a Sony Computer Entertainment America lançou o primeiro de quatro capítulos da banda desenhada animada de nome Uncharted: Eye of Indra. É uma prequela para Uncharted: Drake's Fortune. A segunda parte foi lançada em Novembro de 2009, enquanto que a terceira e quarta foram lançadas em Dezembro de 2009.
Também foi lançada uma outra banda desenhada animada com o nome Uncharted: Drake's Fortune, que começa com a descoberta do caixão de Francis Drake e conta o primeiro encontro com Gabriel Roman. Usa as mesmas vozes que o jogo correspondente.

### Livros
Um livro com o nome Uncharted: Drake's Journal - Inside the Making of Uncharted 3: Drake's Deception conta o processo de criação de para além de arte conceptual de Uncharted 3: Drake's Deception. Foi escrito por Nolan North, o actor que dá a voz e a captura de movimentos ao protagonista Nathan Drake. O livro também inclui biografias de elementos da Naughty Dog, e códigos QR para vídeos exclusivos do jogo.
Um romance com o nome Uncharted: The Fourth Labyrinth foi editado em Outubro de 2011. Escrito por Christopher Golden e publicado pela Del Rey Books, conta a história da procura do Labirinto de Dédalo, que encarcerava um monstro da mitologia grega, o Minotauro. Del Ray já tinha publicado outros romances baseados em jogos da Sony, como Resistance: The Gathering Storm (da série Resistance), e o romance God of War.

### Banda desenhada
Em Julho de 2011, a Sony anunciou a banda desenhada homônima, Uncharted, que foi lançada pela DC Comics mais ou menos na data de lançamento de Uncharted 3. Foi escrita por Joshua Williamson, com arte de Sergio Sandoval e capas de Adam Hughes  Foi editada em Novembro de 2011 a primeira de seis partes. A banda desenhada tem como premissa "A busca da lendária "Câmara de Âmbar", leva Nathan Drake numa viagem ao centro da terra".

### Adaptação cinematográfica
O produtor Avi Arad já referiu que está a trabalhar com a Sony para adaptar para o cinema Uncharted. A Columbia Pictures já confirmou que um filme Uncharted está a ser produzido. Será escrito por Joshua Oppenheimer e Thomas Dean Donnelly e produzido por Avi Arad, Charles Roven e Alex Gartner. Em Junho de 2009 foi confirmado que a produção já durava há 18 meses. Nathan Fillion expressou vontade em ter o papel de Nathan Drake, e começou uma campanha no Twitter para encorajar os fãs em apoiar-lhe. A Naughty Dog disse à PlayStation University que estão a trabalhar de muito perto com a produção do filme e que tem confiança em todas as pessoas que estão a trabalhar nele.
Foi anunciado por Doug Belgrad e Matt Tolmach, presidentes da Columbia Pictures, que David O. Russell (Three Kings, The Fighter) foi o escolhido para escrever e realizar Uncharted: Drake's Fortune, um filme de acção-aventura baseado no primeiro jogo. O filme seria produzido por Avi Arad (Spider-Man), Charles Roven (The Dark Knight), e Alex Gartner.
Em Novembro de 2010, uma entrevista com Mark Wahlberg foi publicada pela MTV, com o actor a discutir o seu envolvimento no filme. Wahlberg referiu que David O. Russell estava a escrever o guião e que esperava começar a gravar em 2011. Também foi comentado que Robert de Niro poderia ser o pai de Drake.
Em Maio de 2011, foi dito que David O. Russell tinha largado o filme e que a Columbia Pictures procurava em substituto. Uns meses depois a Variety informou que Neil Burger (Limitless, The Illusionist) foi o escolhido.
Em Agosto de 2012, Burger largou o filme e o estúdio contratou Marianne e Cormac Wibberley (escritores de National Treasure e Charlie's Angels: Full Throttle) para reescrever o filme.
Numa entrevista ao IGN, foi pedido várias vezes a Seth Rogen & Evan Goldberg para escrever o filme, mas eles declinavam sempre. Em Fevereiro de 2014, a Deadline refere que Seth Gordon irá realizar o filme. A produção começará em 2015, e espera-se que seja lançado em Junho de 2016. Em Novembro de 2014, foi contratado Mark Boal para o argumento.
Em Agosto de 2015 a Sony havia confirmado que o filme tinha lançamento previsto para 30 de Junho de 2017. Em 25 de outubro de 2016 foi confirmado que Shawn Levy seria o realizador. No entanto mais uma vez o filme foi adiado com a troca do roteirista dessa vez trazendo Tom Holland no papel do jovem Drake. Segundo o próprio actor, o filme terá uma história original não relacionada aos videojogos.

## Personagens

### Série principal
| Personagem              | Título                     | Título                                                       | Título                         | Título                     |  |
| Personagem              | Uncharted: Drake's Fortune | Uncharted 2: Among Thieves                                   | Uncharted 3: Drake's Deception | Uncharted 4: A Thief's End |  |
| ----------------------- | -------------------------- | ------------------------------------------------------------ | ------------------------------ | -------------------------- |  |
| Nathan "Nate" Drake     | Nolan North                | Nolan North                                                  | Nolan North                    | Nolan North                |  |
| Elena Fisher            | Emily Rose                 | Emily Rose                                                   | Emily Rose                     | Emily Rose                 |  |
| Victor "Sully" Sullivan | Richard McGonagle          | Richard McGonagle                                            | Richard McGonagle              | Richard McGonagle          |  |
| Atoq Navarro            | Robin Atkin Downes         |                                                              |                                |                            |  |
| Gabriel Roman           | Simon Templeman            |                                                              |                                |                            |  |
| Eddy Raja               | James Sie                  |                                                              |                                |                            |  |
| Chloe Frazer            |                            | Claudia Black                                                | Claudia Black                  |                            |  |
| Harry Flynn             |                            | Steve Valentine                                              |                                |                            |  |
| Zoran Lazarević         |                            | Graham McTavish                                              |                                |                            |  |
| Karl Schäfer            |                            | René Auberjonois                                             |                                |                            |  |
| Tenzin                  |                            | Pema Dhondup (voz) Robin Atkin Downes (captura de movimento) |                                |                            |  |
| Jeff                    |                            | Gregory Myhre                                                |                                |                            |  |
| Lt. Draza               |                            | Michael Benyaer                                              |                                |                            |  |
| Charlie Cutter          |                            |                                                              | Graham McTavish                |                            |  |
| Katherine Marlowe       |                            |                                                              | Rosalind Ayres                 |                            |  |
| Talbot                  |                            |                                                              | Robin Atkin Downes             |                            |  |
| Salim                   |                            |                                                              | TJ Ramini                      |                            |  |
| Rameses                 |                            |                                                              | Sayed Badreya                  |                            |  |
| Samuel "Sam" Drake      |                            |                                                              |                                | Troy Baker                 |  |
| Nadine Ross             |                            |                                                              |                                | Laura Bailey               |  |
| Rafe Adler              |                            |                                                              |                                | Warren Kole                |  |
| Hector Alcazar          |                            |                                                              |                                | Robin Atkin Downes         |  |
| Jameson                 |                            |                                                              |                                | Brandon Scott              |  |
| Vargas                  |                            |                                                              |                                | Hemky Madera               |  |
| Evelyn                  |                            |                                                              |                                | Merle Dandridge            |  |
| Cassie Drake            |                            |                                                              |                                | Kaitlyn Dever              |  |

### Outros títulos
Outras medias, incluindo uma banda desenhada animada, têm contribuído à série Uncharted. Um jogo spin-off portátil foi lançado e uma expansão autônoma está para ser lançada.
| Personagem              | Título                  | Título                  | Título                     |               |
| Personagem              | Uncharted: Eye of Indra | Uncharted: Golden Abyss | Uncharted: The Lost Legacy |               |
| ----------------------- | ----------------------- | ----------------------- | -------------------------- | ------------- |
| Nathan "Nate" Drake     | Nolan North             | Nolan North             |                            |               |
| Victor "Sully" Sullivan | Richard McGonagle       | Richard McGonagle       |                            |               |
| Elena Fisher            | Emily Rose              |                         |                            |               |
| Eddy Raja               | James Sie               |                         |                            |               |
| Daniel Pinkerton        | Fred Tatasciore         |                         |                            |               |
| Rika Raja               | Gwendoline Yeo          |                         |                            |               |
| Marisa Chase            |                         | Christine Lakin         |                            |               |
| Jason Dante             |                         | Jason Spisak            |                            |               |
| Roberto Guerro          |                         | J. B. Blanc             |                            |               |
| Chloe Frazer            |                         |                         | Claudia Black              | Claudia Black |
| Nadine Ross             |                         |                         | Laura Bailey               |               |
| Asav                    |                         |                         | Usman Ally                 |               |

## Recepção
| Jogo                                   | GameRankings | Metacritic |
| -------------------------------------- | ------------ | ---------- |
| Uncharted: Drake's Fortune             | 89,67%       | 88/100     |
| Uncharted 2: Among Thieves             | 96,43%       | 96/100     |
| Uncharted 3: Drake's Deception         | 91,78%       | 92/100     |
| Uncharted: Golden Abyss                | 80,66%       | 80/100     |
| Uncharted: Fortune Hunter              | 80%          | 77/100     |
| Uncharted: The Nathan Drake Collection | 86,66%       | 86/100     |
| Uncharted 4: A Thief's End             | 92,71%       | 93/100     |

A série Uncharted, particularmente o segundo e o quarto jogo, tem recebido aclamação por parte da critica e dos jogadores. O primeiro jogo, Uncharted: Drake's Fortune recebeu várias análises positivas, com um total de 89,67% no GameRankings e 88/100 no Metacritic. O segundo jogo, Uncharted 2: Among Thieves, recebeu ainda mais aclamação, conseguindo um total de 96,43% no GameRankings e 96/100 no Metacritic. Ganhou numerosos prémios "Jogo do Ano" e está actualmente em #3 na lista dos títulos mais bem classificados para PlayStation 3 no Metacritic. Among Thieves é amplamente reconhecido como um dos melhores videojogos de sempre. O terceiro título, Drake's Deception, apesar de não possuir a aclamação do segundo jogo, teve ampla recepção dos críticos e jogadores, conseguindo 92/100 no Metacritic, e foi indicado a inúmeros prêmios de "Jogo do Ano". O quarto game, A Thief's End, é considerado por muitos fãs e críticos, como o melhor da franquia, graças a sua jogabilidade mais fluída e polida, gráficos belíssimos, e é claro, uma trama mais complexa e envolvente em relação aos anteriores, faturando diversos prêmios ao redor do mundo, incluindo os de "Jogo do Ano" em várias premiações e atualmente possuindo uma nota 93/100 no Metacritic (foi o jogo mais bem avaliado no site em 2016) e 92,71% no GameRankings. Nathan Drake, o protagonista da série, tem sido visto como a mascote da PlayStation.

### Vendas
Uncharted 2 foi o jogo mais vendido no mês que foi lançado, e no final de 2011, já tinha vendido mais de 5 milhões de cópias. Antes do terceiro jogo, a série já tinha vendido 13 milhões de cópias.
Foi referido que as vendas de Uncharted 3 duplicaram na primeira semana em comparação com o mesmo período de tempo de Uncharted 2, "excedendo as expectativas". No total, a série Uncharted já vendeu mais de 28 milhões de cópias mundialmente (excluindo as vendas de Uncharted 4.